# Kâzım Karabekir

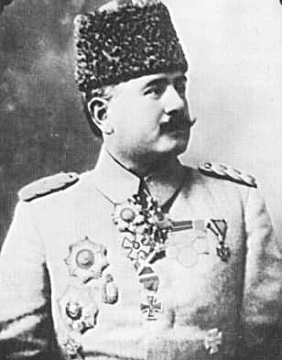
Kâzım Karabekir

Musa Kâzım Karabekir oder Kâzım Karabekir Pascha (* 23. Juli 1882 in Istanbul; † 26. Januar 1948 in Ankara) war ein türkischer General im Ersten Weltkrieg und im Türkischen Befreiungskrieg, Politiker und Autor. Von 1946 bis 1948 war er Parlamentspräsident der Großen Nationalversammlung der Türkei.

## Herkunft und Abstammung
Die Vorfahren Karabekirs stammen aus dem heutigen Landkreis (İlçe) Kazımkarabekir, der in der Provinz Karaman liegt. Sein Vater Mehmed-Emin Pascha war im Alter von 16 Jahren mit unter den Freiwilligen, die 1853 nach Rumelien gezogen sind. Dort sollte die Hafenstadt Silistra unter Ömer Pascha gegen russische Truppen, die die Fürstentümer Walachei und Moldau besetzten, verteidigt werden. 1854 wurde die Stadt von den Osmanen zurückerobert und Mehmed-Emin zog mit den Freiwilligen weiter auf die Krim. Somit nahm er auch bei der Belagerung von Sewastopol teil. Später wechselte er in die unter Sultan Abdülaziz neu eingerichtete Gendarmerie (Zaptiye) und war unter anderem als Major und Kompaniechef der Gendarmerie tätig. In dieser Zeit heiratete er Havva Hanım und 1867 kam ihr erster Sohn Ahmed Hamdi in Istanbul auf die Welt. 1869 wurde Mehmed-Emin Pascha nach Kastamonu versetzt, wo er und seine Familie insgesamt sieben Jahre lebten. Dort wurden auch ihre Söhne Hilmi 1873 und Şevket 1874 geboren. 1876 zog es die Familie zunächst nach Istanbul und zwei Jahre später nach Diyarbakır, wo Mehmed-Emin Pascha als Gendarmerieoberst diente. In Diyarbakır kam 1879 Hulusi auf die Welt. Später wurde Mehmed-Emin Pascha zeitweise nach Manastır (Bitola), Hakkari, Van, Harput und Mekka versetzt, wo er 1893 starb. Daraufhin kehrte Havva Hanım mit ihren Kindern zurück nach Istanbul und starb im Alter von 65 Jahren.

## Leben

### Schulische Ausbildung
Musa Kazım kam als jüngster Sohn der Familie am 23. Juli im Istanbuler Stadtteil Zeyrek (Teil des Stadtbezirks Fatih) auf die Welt. Im Alter von vier Jahren begann er dort seine Grundschulausbildung, musste allerdings durch die Versetzung seines Vaters diese in Van fortführen und beendete sie 1889 in Elazığ. Die Familie zog weiter nach Mekka und da es dort zu jener Zeit keine türkische Grundschule gab, musste er die Schule kurzzeitig abbrechen. Zurück in Istanbul schrieben sich Musa Kazım und sein Bruder Hulusi 1893 in die militärische Mittelschule (Mekatib-i Rüşdiye-i Askeriye) ein. Dort lernte Musa Kazım unter anderem Französisch. 1896 absolvierte er diese Schule als Klassenbester und noch im selben Jahr wurde er in das militärische Lyceum (Askerî İdâdîsi) in Kuleli aufgenommen. Auch diese Schule verließ Karabekir im Jahre 1899 als Klassenbester. Am 14. März 1900 schrieb er sich dann in die Militärschule (Mekteb-i Harbiye) in Pangaltı (Teil des Stadtbezirks Şişli in Istanbul) ein und lernte unter anderem Russisch und Deutsch. Er verließ die Schule am 6. Dezember 1902 im Rang eines Leutnants (Piyâde Mülâzimi /Teğmen) und konnte an die Militärakademie des Generalstabs (Mekteb-i Erkan-ı Harbiye) wechseln. Am 5. November 1905 absolvierte er die Akademie als Jahrgangsbester und im Rang eines Hauptmanns (Kurmay Yüzbaşı).

### Militärische Karriere
Nach der Militärakademie wurde Karabekir am 11. Januar 1906 nach Thessaloniki geschickt, um sich dort einer dreijährigen Ausbildung in der Kavallerie, Artillerie und Infanterie zu unterziehen. Während seiner Ausbildung in der Kavallerie wurde er als Gebietsinspektor (Mıntıka Müfettişi) nach Bitola geschickt. Noch im selben Jahr beendete er seine Ausbildung und konnte sich bei der Unterdrückung der aufständischen Bulgaren auf dem Balkan (siehe auch: Zarentum Bulgarien) auszeichnen und wurde zum Major (Kolağası) ernannt. Am 6. September 1907 ließ ihn der damalige Sultan Abdülhamid II. per Dekret nach Istanbul holen, damit er dort als assistierender Lehrer dienen konnte.

#### Karabekir und das Komitee für Einheit und Fortschritt
Karabekir hatte mit Enver Bey und Fethi Bey bereits im Mai 1906 bei den Kämpfen gegen die Bulgaren Bekanntschaft gemacht. Noch im selben Jahr trat er dem Osmanischen Freiheitskomitee (Osmanlı Hürriyet Cemiyeti) bei, das ab 1908 seinen Namen in Komitee für Einheit und Fortschritt änderte. Zusammen mit Enver wurde in Bitola ein weiteres Zentrum des Komitees gegründet. Nach dem Kongress des Komitees im Jahre 1908 wurde beschlossen, dass die Organisation fortan in Form einer Partei weiterbestehen sollte und Mitglieder sich entweder für eine politische Tätigkeit oder eine militärische Karriere entscheiden sollten. Karabekir setzte daher seine Militärkarriere fort.

#### Erster Weltkrieg
Am 20. Februar 1908 wurde Karabekir zusätzlich die Aufgabe übergeben, die Militärschule in Edirne zu inspizieren und er sollte den Prüfungen als Aufsichtsperson und Mitprüfer beiwohnen. Nach neun Monaten wurde er in Edirne zum Stabschef (Kurmaybaşkanı) der 3. Division der 2. Armee berufen. Er schloss sich am 13. April 1909 den Korps aus Saloniki an, die unter der Leitung von Şevket Turgut Pascha standen: gemeinsam wurde nach Istanbul marschiert und der Aufstand vom 31. März niedergeschlagen. Unter Şevket Turgut Pascha nahm er im Folgejahr auch beim Vormarsch gegen die albanischen Aufständischen teil. Nach der Auflösung der Korps kehrte Karabekir nach Edirne zurück. Er stellte am 28. April 1911 beim Nationalen Verteidigungsministerium einen Antrag und hieß fortan Musa Kâzım Karabekir. Zuvor wurde er Kâzım Zeyrek genannt.
Karabekir kämpfte im Jahr darauf erneut an der Front gegen die Bulgaren und wurde am 23. April 1913 als Kriegsgefangener nach Sofia gebracht. Nach dem Waffenstillstand musste Bulgarien erst im Friedensvertrag von Bukarest alle eroberten Gebiete abtreten und mit dem Vertrag von Konstantinopel konnte Karabekir von seiner Gefangenschaft befreit werden.
Nachdem am 27. Oktober 1913 ein Abkommen mit Deutschland unterzeichnet wurde und eine Militärmission unter Liman von Sanders am 14. Dezember 1913 in Konstantinopel eintraf, wurde Karabekir am 8. Januar 1914 zum Co-Direktor des Nachrichtendienstes ernannt. Nach einem kurzen Aufenthalt in Konya, wohin er als Inspektor entsandt worden war, reiste er für 45 Tage nach Europa. Nach seiner Rückkehr wurde er ab dem 3. August 1914 Direktor des Nachrichtendienstes im Generalstab und am 7. Dezember wurde er zum Oberstleutnant ernannt. Nach dem Beginn des Ersten Weltkriegs wurde Karabekir zunächst als Beamter in den Iran geschickt und vorübergehend sollte er in Basra die Gouverneursstelle übernehmen. 1915 leitete er dann die 14. Division und wurde mit dieser nach Gallipoli versetzt, um die Angriffe der Entente-Mächte abzuwehren. Als Generalfeldmarschall von der Goltz erneut in die osmanischen Dienste trat und im Irak mit der 6. Armee das Vordringen der Engländer verhindern sollte, wurde Karabekir zum Generalstabsvorsitzenden dieser Armee ernannt und begleitete von der Goltz Pascha in den Irak.
Nach dem Tod von der Goltz’ übernahm dessen Aufgabe Halil Pascha, mit dem Karabekir große Meinungsverschiedenheiten hatte und daher eine Versetzung beantragte. Am 8. April 1917 wurde er dann zum Kommandierenden General des II. Armeekorps der Kaukasus-Truppe und am 28. Januar 1918 per Dekret zum Kommandanten der 1. Armeekorps der Kaukasus-Truppe. Unter seiner Leitung konnten am 13. Februar Erzincan, am 12. März Erzurum, am 13. März Pasinler, am 5. April Sarıkamış und am 25. April Kars wieder eingenommen werden, auch wurde am 16. Mai Gjumri belagert. Durch seine besonderen Leistungen wurde er zum Generalmajor erhoben. Als sich Karabekir mit seinen Korps Ende Oktober 1918 in Nachitschewan aufhielt, erhielt er die Mitteilung, dass im Zuge des Waffenstillstands von Moudros die kaukasische Armee aufgelöst wurde und er nach Istanbul zurückkehren sollte. Er erreichte Istanbul am 28. November 1918.

#### Karabekir während der Befreiungskriege

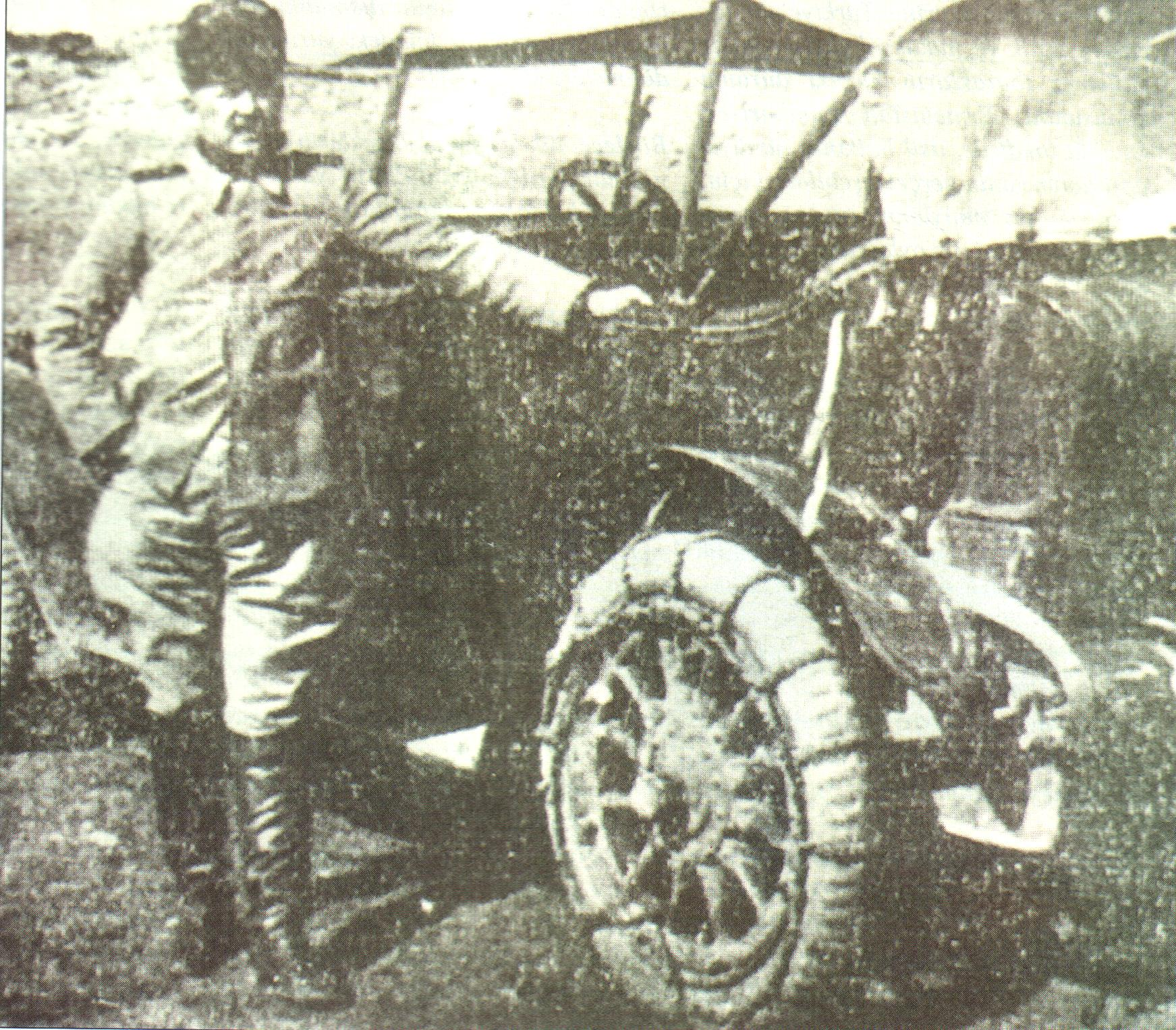
Karabekir 1920 auf dem Weg nach Alexandropol während der Kämpfe zwischen der türkischen und armenischen Armee.

Am 23. Dezember 1918 erfuhr Karabekir, dass er nach Tekirdağ versetzt wurde, um das XIV. Armeekorps zu kommandieren. Er wollte aber stattdessen erneut an die Ostfront mit Hauptquartier in Erzurum. In Istanbul traf er sich unter anderem mit Ismet Bey und erzählte ihm von seinem Vorhaben, in Anatolien Truppen aufzustellen, die die geplante Befreiungsbewegung unterstützen sollten. Nach einer kurzen Dienstphase in Tekirdağ wurde er am 24. Februar 1919 nach Erzurum versetzt, den Befehl erhielt er am 13. März. Ein Tag vor seiner Abreise besuchte er Mustafa Kemal Pascha in seiner Wohnung und gab ihm seine Reise nach Erzurum bekannt. Karabekir erklärte ihm, dass er auch nach Anatolien kommen müsste und dass die Befreiungskriege von dort aus leichter initiiert werden könnten.
Er erhielt später in Erzurum das Telegramm, dass Mustafa Kemal Pascha am 19. Mai in Samsun eintraf. Am 22. Juni wurde der Kongress von Amasya bekanntgegeben, woraufhin vom Sultan ein Haftbefehl gegen Mustafa Kemal ausgestellt wurde: Karabekir, der damit beauftragt wird, Mustafa Kemal Pascha festzunehmen, verspricht ihm stattdessen, ihn bei den Kriegen zu unterstützen. Mittlerweile war Mustafa Kemal vom Militärdienst entlassen und seine Aufgabe, die 3. Armee zu leiten, wird Karabekir übertragen.
Nach dem Kongress von Erzurum (23. Juli bis 7. August 1919) wurde am 9. August von fünf Vertretern des Repräsentativrats des Kongresses, darunter auch Mustafa Kemal, ein Dokument unterzeichnet, das Karabekir zu einem Vertreter der Befreiungsbewegung machte und ihn zum Kommandanten der Ostfront erklärte. Nach dem Kongress in Sivas wurde in Ankara das Parlament eröffnet und Karabekir wurde zum Abgeordneten von Edirne gewählt. Er blieb aber weiterhin der Kommandant der Armee in Erzurum und am 6. Mai 1920 wurde er zusätzlich zum Gouverneur derselben Stadt. Am 28. September 1920 wurde unter seiner Heeresleitung Sarıkamış, am Folgetag Göle, am 30. September Kağızman und am 30. Oktober Kars besetzt – für seine Leistungen wurde er von der Regierung in Ankara zum Generalleutnant ernannt. Am 7. November wurde Alexandropol (Gjumri) eingenommen und die Armenier mussten sich zurückziehen. Sie wurden daraufhin gezwungen, den Vertrag von Alexandropol am 3. Dezember 1920 zu unterzeichnen. Mit der Unterzeichnung des Vertrags von Moskau und der Konferenz von Kars (26. September bis 10. Oktober 1921) wurden die Grenzen zu den Kaukasusstaaten festgelegt, die Belagerung von Gjumri, Nachitschewan und Batumi aufgehoben und die osmanischen Divisionen in Sarıkamış stationiert. Der Türkisch-Armenische Krieg kostete Armenien 198.000 Todesopfer.
Später kam Karabekir nach Ankara. Dennoch blieb er zunächst nominell der Kommandant der Ostfront, wobei er vor Ort nur vertreten wurde. Am 17. Februar wurde er weiter nach Izmir geschickt, um dort den Wirtschaftskongress, der erstmals stattfand, zu leiten. Wieder in Ankara wurde er in der 2. Großen Nationalversammlung zum Abgeordneten von Istanbul gewählt. Das letzte Ereignis in seiner militärischen Karriere war nach der Auflösung der Ostfront der Verfall seines Titels als Kommandant. Er wurde dann zum Inspektor der 1. Armee in Ankara.

### Politische Laufbahn
Im Jahre 1924 wurde durch die Verordnung Atatürks vorgeschrieben, dass amtierende Abgeordnete nicht gleichzeitig in der Armee verpflichtet sein durften. Karabekir, der mit seiner unbedeutenden Aufgabe als Armeeinspektor relativ unzufrieden war, entschied sich für die Fortführung einer politischen Karriere. Hierzu äußert er sich bei seinem Kündigungsschreiben folgendermaßen:

„Durch die Erkenntnis, dass sowohl meine Berichte als Ergebnis meiner Inspektion, als auch meine Vorschläge, die ich für die Verbesserung und Verstärkung unserer Armee während
meiner einjährigen Arbeitszeit als Armeeinspektor eingereicht habe, theoretisch nicht beachtet
werden, bin ich sehr traurig und zutiefst enttäuscht. Da ich davon überzeugt bin, dass ich
meiner Pflicht als Abgeordneter mit beruhigtem Gewissen nachkommen kann, gebe ich
bekannt, dass ich von meiner Tätigkeit als Armeeinspektor kündige, gnädiger Herr.“

#### Meinungsverschiedenheiten mit Atatürk und Gründung der Terakkiperver Cumhuriyet Fırkası
In der folgenden Zeit gab es zunehmend mehr Meinungsverschiedenheiten Karabekirs mit Atatürk.
Die Aktivitäten der Befreiungsbewegung, die in erster Linie die Befreiung von der Besetzung durch die Alliierten und den Kampf gegen die Aufteilung des Landes vorsah, hatten in die Neugründung eines Staates gemündet. Viele weitere radikale Entscheidungen Atatürks lehnten einige Oppositionelle, darunter auch Karabekir, ab und nahmen gegenüber Atatürk und der regierenden Partei (Cumhuriyet Halk Fırkası) eine Distanz ein. Dabei wurde vor allem das Einparteiensystem kritisiert. Die Opposition hielt außerdem daran fest, dass der Staatspräsident nicht nur an eine Partei gebunden sein sollte, sondern über allen Parteien stehen müsste. Die Herrschaftsform sollte keine totalitären oder autoritären Grundzüge aufweisen, sondern der neue Staat sollte ein demokratischer werden.
Im Zuge dessen schlossen sich im Sommer 1924 einige Abgeordnete wie Kazım Karabekir, Ali Fuat Cebesoy, Refet Bele, Rauf Orbay und Dr. Adnan Adıvar zusammen und gründeten am 17. November 1924 die Fortschrittlich-Republikanische Partei (Terakkiperver Cumhuriyet Fırkası). Karabekir wurde noch im selben Jahr zum Vorsitzenden gewählt. Die Partei unterstützte zwar offiziell die Regierung, in ihrem Programm gab es aber auch einige Unterschiede im Vergleich zur Regierenden Republikanischen Volkspartei CHF: Gewaltenteilung, Toleranz gegenüber der Religion, ein Parlamentssystem mit zwei Versammlungen oder die Fernhaltung des Staatspräsidenten von der Tagespolitik waren einige davon. Karabekir war auch gegen die Einführung der lateinischen Schrift:

„Damit würden wir sofort ganz Europa eine hervorragende Waffe aushändigen; sie werden der islamischen Welt verkünden, die Türken hätten eine fremde Schrift angenommen und wären zu Christen geworden. Genau das ist der teuflische Gedanke unserer Feinde.“

Den Mitgliedern der Partei wurde die Unterstützung der Rebellen des Scheich-Said-Aufstands im Februar 1925 vorgeworfen und es begann die politische Verfolgung. Die Partei wurde am 3. Juni 1925 verboten.

#### Politische Isolierung und Rehabilitation

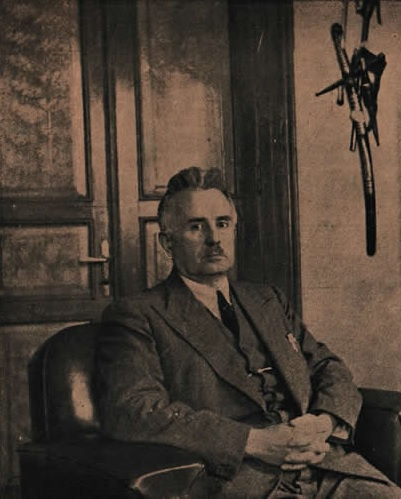
Kâzım Karabekir in seinen späteren Jahren (1939).

Nach dem Verbot seiner Partei wurde Karabekir mit einem geplanten Attentat auf Atatürk in Verbindung gebracht. Am 15. Juni wurde dieser Attentatsversuch dem Gouverneursamt in Izmir gemeldet. Atatürk, der seine Reise nach Izmir um einen Tag verschoben hatte, blieb am Leben. Die drei Attentäter, die Mitglieder Karabekirs Partei waren, wurden festgenommen. Das Unabhängigkeitsgericht, ließ sofort alle übrigen Mitglieder nach Izmir bringen und die Ermittlungen begannen am 26. Juni 1926. Karabekir wurde erst am 12. Juli freigelassen. Nach diesem Vorfall konnte sich Karabekir in der Nationalversammlung nicht mehr behaupten und wurde am 5. Dezember 1927 vom Generalstab in den Ruhestand versetzt. Fortan lebte er zurückgezogen und schrieb an seinen Memoiren und Büchern. Als Atatürk am 10. November 1938 in Istanbul starb, wurde Ismet Inönü zum zweiten Staatspräsidenten der Türkei gewählt. Eine Woche später starb auch Halil Edhem Eldem, der zu dieser Zeit in der Nationalversammlung der Abgeordnete von Istanbul war und Karabekir wurde somit durch Inönü für die Wahlen als Abgeordneter für Istanbul aufgestellt. Am 31. Dezember 1938 kehrte Karabekir zur Cumhuriyet Halk Partisi (CHP) zurück und blieb bis zu seinem Tod als Abgeordneter von Istanbul im Parlament. Außerdem wurde er am 23. Juli 1946 zum Vorsitzenden der Großen Nationalversammlung der Türkei gewählt.

### Tod; Familiäre Verhältnisse und Nachkommen
Karabekir starb am 26. Januar 1948 an einem Herzinfarkt in Ankara und wurde dort beigesetzt. Er war mit İclâl Hanım, der Tochter eines Notabeln aus Aydın, verheiratet und hatte mit ihr drei Töchter. Karabekir hatte seine Frau erst im mittleren Alter am 11. Juli 1924 in Izmir mit 42 Jahren geheiratet. Die Zwillingsschwestern Emel und Hayat Karabekir wurden am 7. November 1927 in Istanbul, Timsal Karabekir am 26. Januar 1941 in Ankara geboren. Iclal Karabekir starb 1954 und Emel Karabekir im Jahre 1984.

## Nach Karabekirs Tod

### Gründung der Kâzım-Karabekir-Stiftung und des Kâzım Karabekir Museums
Nach Karabekirs Tod wurden von seinen Töchtern viele seiner Bücher veröffentlicht bzw. neu herausgegeben. Unter anderem wurde im Jahre 1999 von seiner Tochter Timsal Karabekir-Yıldıran und ihrem Ehemann Atilla Köymen-Yıldıran das Kâzım Karabekir Kulturzentrum gegründet. Daraus ging sechs Jahre später die Kâzım-Karabekir-Stiftung hervor, die von verschiedenen Familienmitgliedern gefördert wird. Ziele der Stiftung sind Förderung von Schülern und Studenten durch Vergabe von Stipendien oder die Organisation von Symposien oder Gedenktage zu Ehren Karabekirs. Außerdem wurde am 1. Oktober 2005 das Kazım Karabekir Museum eröffnet. Sowohl die Stiftung als auch das Museum hausen in der Villa Karabekirs in Erenköy (Teil des Stadtbezirks Kadıköy in Istanbul).

## Ehrungen
Kâzım Karabekir ist auf dem Türkischen Staatsfriedhof in Ankara begraben.
Die Kreisstadt Gafferiyat in der Provinz Karaman, aus der die Vorfahren Karabekirs stammen, wurde 1956 in Kazımkarabekir umbenannt. In Kars und Karaman wurden Denkmäler zu Ehren Karabekirs aufgestellt. Das Cemal-Gürsel-Stadion in Erzurum erhielt im Jahre 2012 den Namen Kazım-Karabekir-Stadion.

## Werke
Bücher in osmanischer Schrift:
- Sırp-Bulgar Seferi 1885 (dt.: Der Serbisch-Bulgarische Krieg 1885), Edirne 1911
- Bulgar Ordusu'nun Terbiyesi (dt.: Die Ausbildung der bulgarischen Armee), Edirne 1911
- İtalya-Habeş Seferi (dt.: Italienisch-Abessinischer Krieg)
- İngiltere, İtalya ve Habeş Harbi (dt.: England, Italien und der Abessinische Krieg), Istanbul 1935
- Osmanlı Ordusu'nun Taarruz Fikri (dt.: Die Angriffsidee der Osmanischen Armee), Edirne 1911
- İslam Ahali'nin Duçar Oldukları Mezalim Hakkında Vesaika Müstenid Malumat (dt.: Informationen über die Gräueltaten gegenüber der muslimischen Population anhand von Dokumenten), Istanbul 1918
  - Ermeni Katliamı. İslam Ahali'nin Duçar Oldukları Mezalim Hakkında Vesaika Müstenid Malumat (dt.: Armenisches Massaker. Informationen über die Gräueltaten gegenüber der muslimischen Population anhand von Dokumenten), Istanbul 2006
- 335 Senesi Temmuz Ayı Zarfında Kafkasya'da İslamlar'a Karşı İcra Olunduğu Haber Alınan Ermeni Mezalimi (dt.: Die armenische Gräueltat, die im Juli des Jahres 1919 im Kaukasus gegenüber den Muslimen ausgeübt wurde), Istanbul 1919
  - 335 ve 336 (1919 ve 1920) Seneleri Kafkasya'da İslamlar'a Karşı İcra Olunduğu Tebeyyün Eden Ermeni Mezalimi (dt.: Die armenische Gräueltat, die in den Jahren 1919 und 1920 in Kaukasien gegen Muslime ausgeübt wurde), Kars 1921
  - 1917–20 Arasında Erzincan'dan Erivan'a Ermeni Mezalimi (dt.: Armenische Gräueltat zwischen 1917 und 1920 von Erzincan bis Jerewan), Istanbul 2000
  - Ermeni Yalanı (dt.:Die armenische Lüge), Istanbul 2004
  - Soykırım Yalanı – Ermeni Mezalimi. Soykırım iddialarına belgelerle cevaplar (dt.: Die Genozid-Lüge – Die armenische Gräueltat. Antworten auf die Genozid-Behauptungen anhand von Dokumenten), Istanbul 2005
- Birinci Kafkas Kolordusu'nun 334 (1918)'deki Harekatı Hakkında General Harbord Riyaseti'ndeki Amerikan Heyeti'ne Takdim Edilen (Fransızca) Rapor'un (Türkçe) Sureti (dt.: Die Kopie des Berichts (Türkisch) über die Militäraktion der 1. Kaukasischen Armee, die (auf Französisch) beim amerikanischen Gremium unter der Leitung von General Harbord eingereicht wurde), Erzurum 1919
- Öğüdlerim (dt.: Meine Ratschläge), Erzurum 1920
  - Çocuklara Öğütlerim (dt.: Meine Ratschläge an die Kinder), Istanbul 1995
- Tarih'te Kars ve Etrafı (dt.: Kars und seine Umgebung in der Geschichte), Kars 1921/1922
- Şarkılı İbret (dt.: Lehre mit Liedern), Trabzon 1922
- Erkan-ı Harbiye Vazifeleri Hakkında (dt.: Über die Pflichten der Militärakademie), Sarıkamış 1922
- Erkan-ı Harbiye Vezaifinden İstihbarat (dt.: Geheimdienst. Aus den Fächern der Militärakademie), in: 1339–1340 Konferansları I (dt.: Konferenzen von 1923 bis 1924, I), Heft 13, Istanbul 1923
  - Gizli Harp İstihbarat (dt.: Geheimer Krieg – Geheimdienst), Istanbul 2004
- Mahsulat-ı Mahalliye İçin Tahmini Sanayi Projeleri Layihası (dt.: Entwurf der geplanten Industrieprojekte für lokale Produktion), Ankara 1923
  - Sanayi Projelerimiz (dt.: Unsere Industrieprojekte), in: Sanayi Projelerimiz. Ülkümüz Kuvvetli bir Türkiye'dir (dt.: Unsere Industrieprojekte. Unser Ideal ist eine starke Türkei), Istanbul 2001
- İktisad Esaslarımız (dt.: Unsere Grundlagen der Wirtschaft), Izmir 1923
- Talim ve Terbiye Hakkında Ana Hatlar (dt.: Grundzüge der Bildung und Ausbildung), Ankara 1924

In lateinischer Schrift veröffentlichte Werke:
- İstiklal Harbinin Esasları (dt.: Die Grundlagen unserer Befreiungskriege), Istanbul 1933
- İtalya-Habeş (dt.: Italien-Abessinien), Istanbul 1935
- Cihan Harbine Neden Girdik? (dt.: Warum sind wir dem Ersten Weltkrieg beigetreten?), Band 1, Istanbul 1937
- Cihan Harbine Nasıl Girdik? (dt.: Wie sind wir dem Ersten Weltkrieg beigetreten?), Band 2, Istanbul 1937
- Cihan Harbini Nasıl İdare Ettik? – Erzurum ve Erzincan'ın Kurtuluşu (dt.: Wie haben wir den Ersten Weltkrieg geführt? – Die Befreiung Erzurums und Erzincans), Band 3, Istanbul 1939
- Sarıkamış, Kars ve Ötesi (dt.: Sarıkamış, Kars und jenseits davon,) in: Doğu'nun Kurtuluşu (dt.: Die Befreiung des Ostens), Band 4, Erzurum 1990
  - Cihan Harbini Nasıl İdare Ettik? – Sarıkamış, Kars ve Ötesi (dt.: Wie haben wir den Ersten Weltkrieg geführt? – Sarıkamış, Kars und jenseits davon), Istanbul 1994
- Ülkümüz Kuvvetli Bir Türkiye'dir (dt.: Unser Ideal ist eine Starke Türkei), Istanbul 1947

Nach seinem Tod veröffentlichte Werke:
- İstiklal Harbimiz (dt.: Unser Befreiungskrieg), Istanbul 1960
- Çocuk Davamız (dt.: Unsere Kind-Angelegenheit), Istanbul 1965
- İstiklal Harbimizde Enver Paşa ve İttihat ve Terakki Erkanı (dt.: Enver Pascha und das Komitee für Einheit und Fortschritt bei unseren Befreiungskriegen), Istanbul 1967
- Nutuk ve Karabekir'den Cevaplar (dt.: Die Rede Buch Atatürks und Antworten Karabekirs), Istanbul 1977
- İttihat ve Terakki Cemiyeti (1896–1909) – Neden kuruldu? Nasıl kuruldu? Nasil idare olundu? (dt.: Das Komitee für Einheit und Fortschritt (1896–1909) – Warum wurde es gegründet? Wie wurde es gegründet? Wie wurde es geleitet?), Istanbul 1982
- Ermeni Dosyası (dt.: Die Armenier-Akte), Istanbul 1994
- Paşaların Kavgası – Atatürk-Kazım Karabekir Çekişmeleri (dt.: Der Streit der Paschas – Der Konflikt zwischen Atatürk und Kazım Karabekir), Istanbul 1991
  - Paşaların Kavgası – İnkılap Hareketlerimiz (dt.: Der Streit der Paschas – Unsere Revolutionsbewegungen), Istanbul 2005
- Bir Düello ve Bir Suikast (dt.: Ein Duell und ein Attentat), Istanbul 1991
- Paşaların Hesaplaşması – İstiklal Harbine Neden girdik, Nasıl girdik, Nasıl idare ettik? (dt.: Die Abrechnung der Paschas – Warum haben wir die Befreiungskriege begonnen, wie haben wir sie begonnen, wie haben wir sie geführt?), Istanbul 1992
- Ankara'da Savaş Rüzgarları – II. Dünya Savaşı (dt.: Kriegswinde in Ankara – Der Zweite Weltkrieg), Istanbul 1994
- Hayatım (dt.: Mein Leben), Istanbul 1995
- Kürt Meselesi (dt.: Die kurdische Angelegenheit), Istanbul 1994
- Tarihte Almanlar ve Alman Ordusu (dt.: Die Deutschen und die deutsche Armee in der Geschichte), Istanbul 2001
- Tarih Boyunca Türk Alman İlişkileri (dt.: Die deutsch-turkischen Beziehungen in der Geschichte), Istanbul 2001
- Türkiye'de ve Türk Ordusunda Almanlar (dt.: Deutsche in der Türkei und in der Turkischen Armee), Istanbul 2001
- Edirne Hatıraları (dt.: Erinnerungen an Edirne), Istanbul 2009
- Günlükler (1906 – 1948) (dt.: Tagebücher 1906 – 1948), Istanbul 2009
- Birinci Dünya Savası Anıları (dt.: Erinnerungen an den Ersten Weltkrieg), Istanbul 2011

Die Werke wurden jeweils in ihrer ersten Auflage aufgelistet. Lediglich sind Bücher, die im Laufe der Zeit unter einem anderen Titel neu herausgegeben wurden, eingerückt dargestellt. Neue Auflagen und Veröffentlichungen wurden für diese Liste nicht berücksichtigt.